# Alberto Sirlin
Alberto Sirlin (* 25. November 1930 in Buenos Aires; † 23. Februar 2022) war ein argentinischer theoretischer Elementarteilchenphysiker.

## Werdegang
Sirlin studierte 1948 bis 1952 an der Universität von Buenos Aires, wo er 1953 promoviert wurde. 1953 ging er ans Centro Brasileiro de Pesquisas Físicas in Rio de Janeiro, wo er auch Vorlesungen von Richard Feynman hörte. 1954/5 war er an der UCLA und 1955 bis 1957 an der Cornell University, wo er 1958 bei Tōichirō Kinoshita promoviert wurde (sein argentinischer Doktortitel wurde in den USA nicht akzeptiert). 1957 bis 1959 war er Forschungsassistent an der Columbia University und ab 1959 Assistant Professor an der New York University. 1961 wurde er dort Associate Professor und erhielt 1968 eine volle Professur.
Sirlin befasste sich schon in den 1950er Jahren mit der Berechnung von „Strahlungskorrekturen“ (Störungstheorie höherer Ordnung) in der Quantenelektrodynamik und der Theorie der schwachen Wechselwirkung (unter anderem mit Kinoshita) und in den 1970er Jahren mit seinem Studenten William J. Marciano mit Präzisionsberechnungen in der elektroschwachen Wechselwirkung (und auch von GUTs wie schon in den 1970er Jahren mit SU(5) Eichgruppe). Mit Tsung-Dao Lee und R. Friedberg beschäftigte er sich auch mit nicht-topologischen Solitonenlösungen in der Quantenfeldtheorie.
1983 war er Guggenheim Fellow und 1997 erhielt er den Alexander von Humboldt Award. 2002 erhielt er mit William J. Marciano den Sakurai-Preis.

## Schriften
- mit M. A. B. Bég Gauge theories of weak interactions. Annual Review of Nuclear and Particle Science, Bd. 24, 1974, S. 379–449
- mit M. A. B. Beg: Gauge theories of weak interactions II. Physics Reports, Bd. 88, 1982, S. 1
- Current algebra formulation of radiative corrections in gauge theories and the universality of the weak interactions. Reviews of Modern Physics, Bd. 50, 1978, S. 573.
- Radiative corrections in the SU(2) x U (1) theory: A simple renormalization framework. Physical Review D, Bd. 22, 1980, S. 971–981
- The Standard Electroweak Model circa 1994- a brief overview. Comments on Nuclear and Particle Physics Bd. 21, 1994, S. 287